# Plexaurella heteropora
Plexaurella heteropora är en korallart som först beskrevs av Jean-Baptiste Lamarck 1816.  Plexaurella heteropora ingår i släktet Plexaurella och familjen Plexauridae. Inga underarter finns listade i Catalogue of Life.